# Mũi Dinh
Mũi Dinh là một mũi đất thuộc thôn Sơn Hải, xã Phước Dinh, huyện Thuận Nam, tỉnh Ninh Thuận, Việt Nam.
Mũi Dinh cách Phan Rang – Tháp Chàm khoảng 40 km về phía nam. Mũi Dinh có tọa độ . Địa danh Mũi Dinh còn có tên tiếng Pháp là Cap Pandaran hay Cap Padaran, nguyên là phiên âm tiếng Chàm. Tên tiếng Việt tương truyền là gọi theo Dinh Ông, một ngôi đền thờ cá voi ở ấp Sơn Hải. Theo Đại Nam nhất thống chí thì Mũi Dinh là Diên Chủy (chủy 嘴 là mũi đất) nên có lẽ Dinh là Diên đọc trại ra.
Địa chất vùng Mũi Dinh là đá tảng và đụn cát. Vũ lượng ở đây rất thấp hằng năm chỉ khoảng 600 mm, những năm hạn hán xuống còn 300 mm nên đất đai khô cằn.
Với vị thế mũi đất nhô ra có thể gây trở ngại cho thuyền bè qua lại nên năm 1899 nhà chức trách Trung Kỳ đã cho đặt trạm quan sát, đến năm 1904 thì xây ngọn hải đăng cao 16 mét soi đường. Công trình xây năm 1904 thời Pháp thuộc, đặt trên ngọn đồi 178 mét, công suất đèn rọi sáng 30 hải lý.

## Chiến trận
Thời Đệ nhị Thế chiến với Quân đội Đế quốc Nhật Bản chiếm đóng toàn cõi Đông Dương nên quân Đồng Minh mở nhiều cuộc oanh tạc tấn công tàu thuyền đối phương dọc bờ biển Việt Nam. Tháng Hai 1945 thương thuyền Nichiyoku Maru cùng hai hộ tống hạm của Nhật bị tàu ngầm USS Becuna bắn trúng ngư lôi, bốc cháy dữ dội rồi chìm ở ngoài Mũi Dinh. Tàu chở dầu Tatekawa Maru 2 khi di chuyển từ Cam Ranh vào thì trúng thủy lôi và đắm ở Mũi Dinh.
Tàu ngầm USS Guavina của Hải quân Hoa Kỳ còn bắn chìm tàu dầu Eiyo Maru ở ngoài khơi Việt Nam vào Tháng Hai 1945, nhưng rồi bị không quân Nhật Bản phản công, phải lánh vào gần Mũi Dinh. Tuy bị hư hại nặng USS Guavina sau đó thoát vòng truy nã, về lại Vịnh Subic.